# Powstanie Ljudevita
Powstanie Ljudevita – wystąpienie zbrojne przeciwko margrabiemu Friuli, Kadolahowi, i szerzej – zwierzchności frankijskiej, przeprowadzone przez księcia Księstwa Dolnopanońskiego, Ljudevita Posawskiego, w 819 r.; trwało do roku 823. Informacje o przebiegu powstania czerpane są głównie z frankijskiej kroniki Annales Regni Francorum.

## Przyczyny
Obaj książęta, tj. Borna (książę Chorwacji Dalmatyńskiej) i Ljudevit (władca Księstwa Dolnopanońskiego), byli wasalami Franków. Nie jest do końca jasne jaka była bezpośrednia przyczyna buntu Ljudevita. Kroniki enigmatycznie podają, iż książę postanowił się uniezależnić, z powodu "arogancji" margrabiego Friuli – Kadolaha. Istnieje hipoteza, iż po śmierci cesarza Karola Wielkiego namiestnicy obszarów pogranicznych, tj. margrabiowie, wzmogli kontrolę nad sąsiadującymi księstwami słowiańskimi dążąc do stopniowego ich podboju. Historycy wskazują również na zapiski Konstantyna Porfirogenety, mówiące o okrucieństwie Franków, którzy mieli mordować chorwackie niemowlęta i rzucać je psom na pożarcie. Pewne jest, że Ljudevit podlegał margrabiemu friulskiemu, Kadolahowi, którego zachowaniem nie był zadowolony. Skarżył się on na Kadolaha frankijskiemu cesarzowi, Ludwikowi I Pobożnemu, na synodzie w Herstalu, jesienią 818 r. Kiedy interwencja poselska nie przyniosła oczekiwanych rezultatów, wiosną 819 r. Ljudevit rozpoczął powstanie.

## Przebieg
Książę Chorwacji Dalmatyńskiej, Borna, opowiedział się po stronie cesarstwa frankijskiego przeciwko Ljudevitowi. Konflikt książąt mógł polegać na zbieżności tendencji do integracji politycznej, w trakcie budowy podstaw terytorialnych państwa. Dążenie Ljudevita do zjednoczenia pod swą władzą kilku plemion słowiańskich na tym terytorium (od Timoczan na wschodzie, po Gedczan na zachodzie) najprawdopodobniej napotkało na zdecydowany opór ze strony Borny i cesarstwa frankijskiego.
Ludwik I Pobożny na początku maja 819 r. nakazał Kadolahowi zaatakować Ljudevita z rejonu Friuli. Z pomocą Kadolahowi przyszli również Bawarczycy, którzy po ok. miesiącu, tj. na początku lipca, znaleźli się w Panonii. Z wyprawy wrócili prawdopodobnie już na początku września tego samego roku nie wyrządzając Ljudevitowi większych strat. Bez sukcesu zakończył się również najazd wojsk z Italii, kiedy to Kadolah zmarł z powodu gorączki, 31 lipca 819 r., w czasie powrotu do Friuli. Po frankijskich niepowodzeniach obie strony wymieniły między sobą poselstwa, lecz nie udało się doprowadzić do porozumienia. Po pierwszych sukcesach do Ljudevita przyłączyli się Timoczanie (uchodzący na zachód przez Bułgarami), Kraincy, Gedczanie oraz część Karantan. Następca Kadolaha, Baldryk, walczył późnym latem 819 r. na linii Drawy. W tym samym roku doszło do bitwy na Kupie, w której Ljudevit pokonał księcia Chorwacji Dalmatyńskiej, Bornę, mimo że na jego stronę przeszedł teść Ljudevita, Dragomuž, który w tej bitwie poniósł śmierć. Borna pod naporem wojsk Ljudevita miał wycofać się aż do Novego Vinodolskiego, skąd uszedł z życiem przy pomocy swojej drużyny. W grudniu Ljudevit napadł na księstwo Borny, lecz nie udało mu się zdobyć ufortyfikowanych osad. Po śmierci Borny w 821/822 r. tę samą politykę kontynuował jego następca i prawdopodobnie bratanek – Władysław. Wiosną 820 r. Frankowie rozpoczęli nowy najazd oddziałami zebranymi z Italii, Bawarii, Alemanii, Wschodniej Frankonii i Saksonii. Wojska nadeszły z trzech stron: armia Baldryka najechała dolinę Sawy, kolejne oddziały szły z Karantanii do Drawy, a trzecia armia przeszła przez Dolną Panonię. Na najsilniejszy opór Frankowie natrafili w Karantanii, ostatecznie jednak odnieśli zwycięstwo, po którym Karantanie i Kraincy odstąpili od dalszego udziału w walce. Trzy armie bez powodzenia napadły na twierdzę Sisak (główny ośrodek Ljudevita), a w trakcie odwrotu poniosły duże straty spowodowane chorobami. Na synodzie w Akwizgranie, w 821 r., podjęto decyzję o ponownym wysłaniu trzech zjednoczonych armii, ale i one, od Wielkanocy tego roku do połowy października, nie odniosły sukcesu. Patriarcha Grado, Fortunat, pomógł Ljudevitowi, przekazując mu rzemieślników do budowy umocnień. W 822 r. Baldryk ponownie rozpoczął najazd na Sisak. Tym razem pod naporem przeciwnika Ljudevit zmuszony był do odwrotu.  

## Ucieczka Ljudevita
Ljudevit zbiegł do bliżej nieznanych serbskich posiadłości w Dalmacji. Jak podaje kronikarz Einhard Serbowie w owym czasie posiadali dużą część Dalmacji. Ljudevit, wedle kroniki, miał zabić tamtejszego księcia i zaproponować Ludwikowi Pobożnemu negocjacje, jednak nie otrzymawszy odpowiedzi, udał się, w 823 r., do Chorwacji Dalmatyńskiej, gdzie władzę sprawował książę Władysław. Ljudevit osiedlił się u wuja Borny, Ljudemisla, gdzie, być może na rozkaz Franków, został zamordowany.  

## Konsekwencje
Mimo porażki Księstwo Dolnopanońskie istniało dalej pod zwierzchnictwem frankijskim, choć już nigdy nie odzyskało dawnej świetności. Słowianie karantańscy ponieśli najcięższe konsekwencje przystąpienia do powstania. Karantania bowiem została wcielona do państwa frankijskiego, a odsunąwszy od władzy rodzimych książąt słowiańskich, Ludwik I Pobożny utworzył na jej terenie komitaty, w których osadził frankijskich komesów. W Dalmacji pokonanie Ljudevita i opowiedzenie się Borny za Frankami umocniło administrację frankijską oraz zachodnie chrześcijaństwo.